# Meckfeld (Blankenhain)
Meckfeld ist ein Ortsteil der Stadt Blankenhain im Landkreis Weimarer Land, Thüringen.

## Geografie

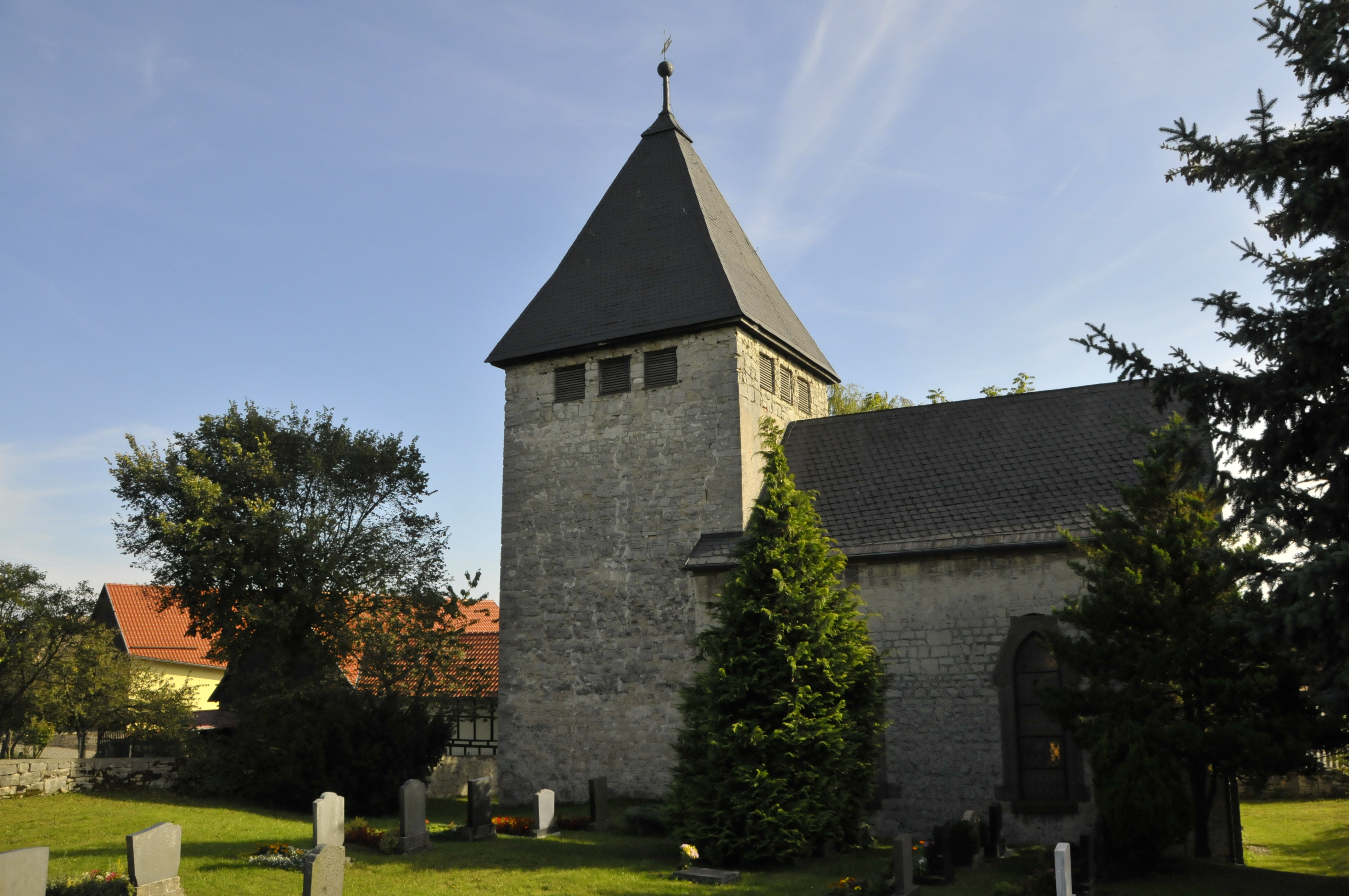
Dorfkirche

Der weilerartige Ort liegt 6,5 Kilometer von Blankenhain entfernt an der Grenze zum Saale-Holzland-Kreis bei Milda. Die Kreisstraße 308 verbindet den Ort mit der Landesstraße 1060 von Apolda nach Blankenhain und Rudolstadt. Die Gemarkung liegt in einer kupierten Mulde einer Hochebene auf Muschelkalk. Diese Böden sind meist grundwasserfern. Im südlichen Umland steht Wald  auf den Anhöhen bei Reinstädt.

## Geschichte
Die urkundliche Ersterwähnung des Dorfes ist 1350 registriert worden.
Das Dorf gehörte erst zu Orlamünde-Lauenstein. Die Besitzverhältnisse wechselten dann oft. 1784 wütete im Dorf ein Großbrand.  Die Landwirtschaft war Haupterwerbszweig bei mittelbäuerlicher Struktur. 1884 erfolgte die Separation der Flächen. Später gingen die Bauern noch zur Imkerei über. Nach der Wende fanden sie neue Formen nach den Verhältnissen in Ostdeutschland.